# 羅先特別市
羅先特別市（ラソンとくべつし）は朝鮮民主主義人民共和国北東部に位置する特別市。
羅先はかつて羅津・先鋒（旧称・雄基）と並称されていた2つの地域からなる。海外資本に開かれた特区「羅先経済貿易地帯」を擁する。

## 地理

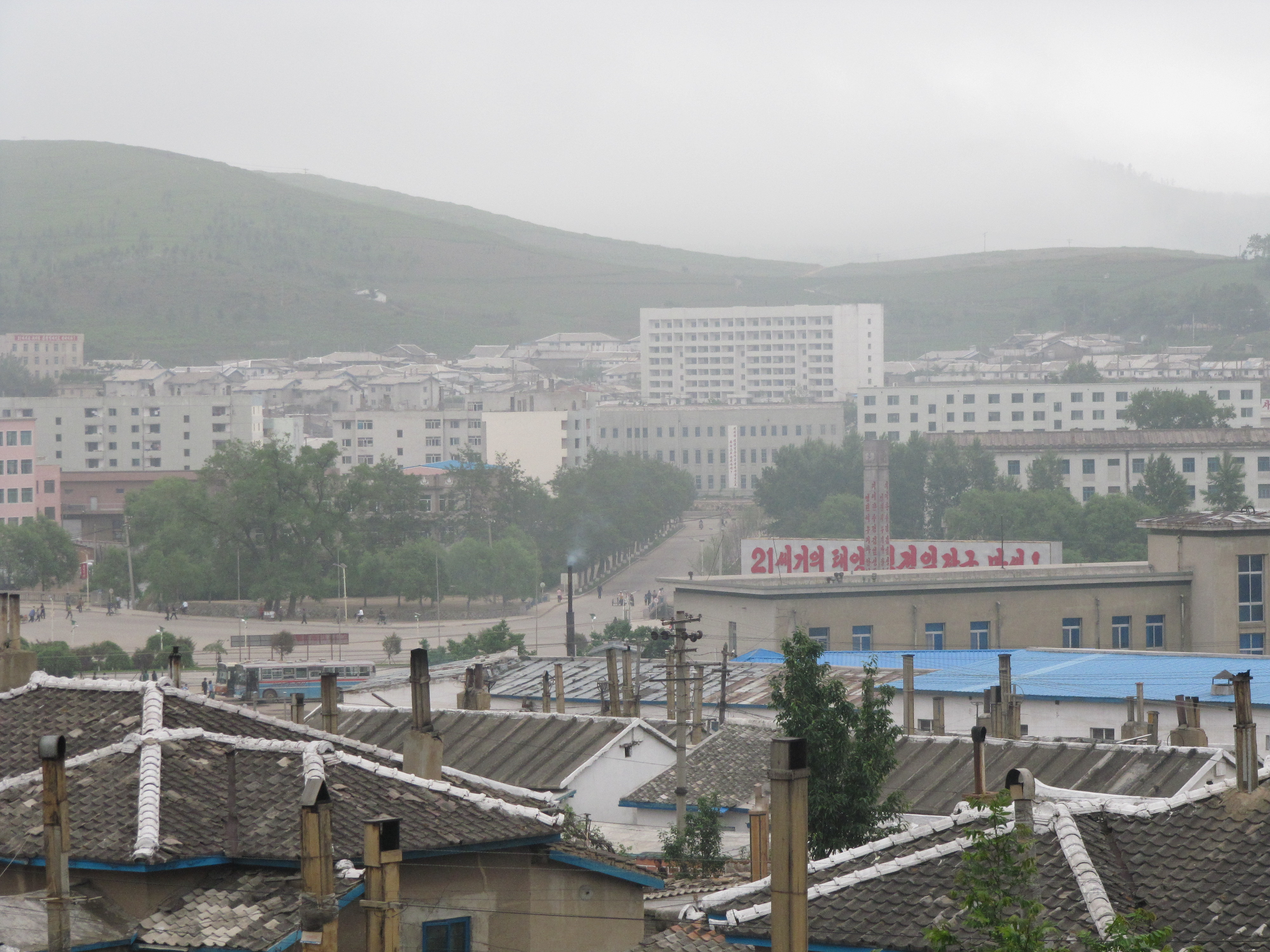
羅先特別市の街並み

日本海に面する港湾都市。市域の東北では豆満江が日本海に注ぐ豆満江デルタ地帯となっている。豆満江（中国名：図們江）の対岸は中華人民共和国吉林省延辺朝鮮族自治州東端の琿春市、ロシア連邦沿海地方のハサンである。
羅津港は昔から天然の良港であり、毎年夏には多数の中国人が観光に訪れる。沿岸一帯の西藩浦、東藩浦、晩浦などのラグーン群は渡り鳥の保護区として2018年にラムサール条約登録地となった。

## 行政区画

### 羅津区域
- 寛谷洞（관곡동、クァンゴクトン）
- 南山洞（남산동、ナムサンドン）
- 東明洞（동명동、トンミョンドン）
- 新安洞（신안동、シナンドン）
- 新海洞（신해동、シネドン）
- 新興洞（신흥동、シヌンドン）
- 安住洞（안주동、アンジュドン）
- 安和洞（안화동、アヌァドン）
- 駅前洞（역전동、ヨクチョンドン）
- 踰峴洞（유현동、ユヒョンドン）
- 地境洞（지경동、チギョンドン）
- 倉坪洞（창평동、チャンピョンドン）
- 清渓洞（청계동、チョンゲドン）
- 解放洞（해방동、ヘバンドン）
- 武倉里（무창리、ムチャンニ）
- 厚倉里（후창리、フチャンニ）

### 先鋒区域
- 上峴洞（상현동、サンヒョンドン）
- 中峴洞（중현동、チュンヒョンドン）
- 下峴洞（하현동、ハヒョンドン）
- 松坪洞（송평동、ソンピョンドン）
- 豆満江洞（두만강동、トゥマンガンドン）
- 雄尚洞（웅상동、ウンサンドン）
- 牛岩洞（우암동、ウアムドン）
- 白鶴洞（백학동、ペカクトン）
- 元汀洞（원정동、ウォンジョンドン）
- 下汝坪洞（하여평동、ハヨピョンドン）
- 屈浦里（굴포리、クルポリ）
- 鮒浦里（부포리、プポリ）
- 四会里（사회리、サフェリ）
- 造山里（조산리、チョサンニ）
- 下檜里（하회리、ハフェリ）
- 洪儀里（홍의리、ホンイリ）

## 歴史
雄基地区には新石器時代の貝塚があり、日本統治時代に調査が行われている。古代には高句麗・渤海国の地であった。女真族との抗争の末、15世紀前半に朝鮮王朝の支配下に入った。
日本統治時代、羅津（ラジン、らしん/라진）と雄基（ウンギ、ゆうき/웅기）という2つの町があり、もともと咸鏡北道慶興郡に属していた。これらの町は、日本からの船も入り工業都市ともなっていた清津市の近くにあたり、羅津は漁村、雄基は国境を守る部隊の駐屯するそこそこの大きさの港町だった。
1932年に満州国が建国されると、この地は日満間の連絡ルートとして脚光を浴びることとなる。当時、日満間のルートは以下の1,2が使われていたが、3が想定されるようになった。
1. 朝鮮海峡を渡り釜山から鉄路を経由する陸上ルート
2. 大連に入港して南満州鉄道を使う大連ルート
3. 朝鮮北部へ海路で渡りそこから満州東部に鉄路で連絡する日本海ルート

咸鏡北道北部は東部満州には一番の近道であるほか、沿海州のソ連軍（赤軍）からの防衛など軍事作戦のために重要な地域であると見なされ、開発が進められた。満洲に最も近く良港である羅津には、海陸を連絡する大規模港湾・羅津港が新たに建設され、日本式の地名も設置された。朝鮮総督府鉄道路線の満鉄への委託や、私鉄の買収により、満州（延吉や牡丹江）へ連絡する建設中の鉄道と既存の鉄道が結びつけられた。境港・敦賀・新潟などから清津～羅津～雄基の定期船が運航され、ここから多くの日本人が満州東部へ渡った。
1945年8月8日、ソ連軍の対日参戦とともに羅津・雄基は空襲を受け、12日にソ連軍が最初に上陸した。北朝鮮の「正史」ではソ連軍ではなく、8月12日に金日成率いる朝鮮人民革命軍が羅津や雄基などに上陸したことになっている。朝鮮民主主義人民共和国の成立後、北辺に位置するこの地域はソ連や中国との貿易でややにぎわう程度だった。1980年代はじめに、朝鮮人民革命軍の最初の上陸地であることを記念して、雄基は先鋒（ソンボン）と改名された。
1980年代末から、市場経済化の進むロシア極東（沿海地方）、同じく市場経済化が進むが港湾のない中国東北部（港湾都市の大連などがある遼寧省は除く）、そして北朝鮮の3ヶ国が接する場所として注目を集め、この3ヶ国が共有する豆満江デルタとその周辺を北東アジアの玄関となる国際貿易地帯にする計画が浮上した。
1990年代はじめ、中国の提案を受け、国連開発計画の主導で進められる豆満江地域開発計画の一環として「羅津・先鋒経済貿易地帯」が発足して羅津 - 先鋒直轄市が咸鏡北道から独立し、政治的・思想的に問題のないエリート階層がこの地に転入して例外的に市場経済化の実験が行われていた。2000年8月に羅津-先鋒の地名が「羅先」に改称され、現在に至る。
経済特区という特殊な地域であるため、行政的な位置づけの変化が激しい。2005年1月、再び咸鏡北道に編入され、特級市となったと報道されたが、2006年9月には中央政府の直轄市として統治されていると韓国側では観測している。2010年1月4日の最高人民会議常任委員会の政令により特別市に位置づけられた。
2011年、中国軍が羅先に進駐していることが報道されたが、3日後に公式に否定された。

### 年表
この節の出典
- 朝鮮王朝時代 - 慶興郡の一部。
- 1895年 – 咸鏡北道慶興郡に属する。
- 1932年 - 羅津港の築港工事・市街地計画がはじまる。
- 1934年 - 慶興郡新安面が羅津邑に昇格。
- 1936年10月 - 慶興郡羅津邑に豊海面の一部を編入させ、羅津府が発足し、慶興郡を離脱。
- 1945年8月12日 - ソ連軍が上陸[12]。
- 1945年(光復後) - 羅津府・慶興郡豊海面が合併し、羅津市が発足。
- 1949年 - 羅津市を羅津郡に格下げし、富寧郡富居面・観海面・三海面・連川面を編入。(6面)
  - 旧羅津市のうち
    - 踰峴里・新海里・倉坪里・三宝里・新興里・清渓里・中央里・南山里・明湖里・東原里・安住里・羅津里・港路里をもって、羅津面を新設。
    - 明洞里・厚倉里・武倉里・方津里をもって、豊海面を新設。
- 1952年12月 - 郡面里統廃合により、羅津郡豊海面・観海面・三海面および羅津面・富居面の各一部地域をもって、羅津郡を改めて設置。羅津郡に以下の邑・里が成立。(1邑17里)
  - 羅津邑・踰峴里・安住里・新興里・厚倉里・武倉里・富磺里・観海里・西里・羅石里・蘆倉里・三海里・富居里・龍済里・板長里・方津里・梨津里・仲坪里
- 1952年末 - 富磺里が洛山労働者区に昇格。(1邑1労働者区16里)
- 1953年 - 観海里・西里の境界線を調整。(1邑1労働者区16里)
- 1954年 - 仲坪里が板長里に編入。(1邑1労働者区15里)
- 1958年 - 梨津里の一部が観海里に編入。(1邑1労働者区15里)
- 1960年10月 - 富寧郡橋院里・連川里・連津里・麻田里・沙口里を編入。(1邑1労働者区20里)
- 1961年 (1邑3労働者区17里)
  - 新興里が新興労働者区に昇格。
  - 安住里が安住労働者区に昇格。
  - 板長里が富居里に編入。
- 1967年8月 - 羅津郡を羅津市に格上げ。
  - 羅津邑・踰峴里・厚倉里・方津里・武倉里・梨津里・観海里・羅石里・西里・三海里・蘆倉里・洛山労働者区・安住労働者区・新興労働者区、雄基郡雄基邑・龍水里・鉄柱里・雄尚里・洪儀里・四会里・造山里・鮒浦里・屈浦里・西水羅里・新海里・白鶴里・赤池里・新会里・寛谷里。(16洞2労働者区20里)
    - 連川里・連津里・麻田里・龍済里・富居里・沙口里・橋院里が清津直轄市富寧区域に編入。

  - 羅津邑が分割され、駅前洞・倉坪洞・地境洞・南山洞・東明洞・安和洞・新安洞が発足。
  - 雄基邑が分割され、上峴洞・中峴洞・下峴洞・松坪洞が発足。
  - 新興労働者区が分割され、新興洞・清渓洞が発足。
  - 安住労働者区が安住洞に昇格。
  - 白鶴里の一部が分立し、白鶴一洞が発足。
  - 寛谷里および白鶴里の残部が合併し、白鶴二洞が発足。
  - 洪儀里の一部が分立し、豆満江労働者区が発足。
  - 赤池里が洪儀里に編入。
  - 新会里が四会里に編入。
- 1967年10月 - 洪儀里・豆満江労働者区・雄尚里・四会里・造山里・鮒浦里・屈浦里・西水羅里が新設の雄基郡に編入。(16洞1労働者区13里)
- 1968年 (11洞1労働者区11里)
  - 上峴洞・中峴洞・下峴洞・松坪洞・白鶴一洞・鉄柱里および白鶴二洞の一部が雄基郡に編入。
  - 白鶴二洞の残部・龍水里の一部が合併し、寛谷洞が発足。
  - 龍水里の残部が新海里に編入。
- 1972年 - 三海里が三海労働者区に昇格。(11洞2労働者区10里)
- 1973年 - 南山区域・新興区域・観海区域を設置。(3区域14洞5労働者区4里)
  - 新安洞・地境洞の境界線を調整。
  - 新海里が新海洞に昇格。
  - 踰峴里が踰峴洞に昇格。
  - 観海里が観海洞に昇格。
  - 方津里が方津労働者区に昇格。
  - 梨津里が梨津労働者区に昇格。
  - 羅石里が羅石労働者区に昇格。
  - 寛谷洞・安和洞・東明洞・安住洞・南山洞・新海洞・新安洞をもって、南山区域を設置。
  - 清渓洞・新興洞・駅前洞・倉坪洞・踰峴洞・地境洞をもって、新興区域を設置。
  - 観海洞・羅石労働者区・三海労働者区・梨津労働者区・洛山労働者区・方津労働者区・厚倉里・武倉里・蘆倉里・西里をもって、観海区域を設置。
- 1974年 - 南山区域・新興区域・観海区域を廃止。(19洞4里)
  - 三海労働者区が三海洞に昇格。
  - 羅石労働者区が羅石洞に昇格。
  - 梨津労働者区が梨津洞に昇格。
  - 洛山労働者区が洛山洞に昇格。
  - 方津労働者区が方津洞に昇格。
- 1991年 - 蘆倉里が蘆倉洞に昇格。(20洞3里)
- 1993年9月 - 咸鏡北道羅津市・先鋒郡の全域をもって、羅津-先鋒市を置く。(1区域1郡)
  - 観海洞・方津洞・洛山洞・梨津洞・三海洞・蘆倉洞・羅石洞・武倉里・西里が清津市青岩区域に編入。
  - 踰峴洞・安住洞・新海洞・寛谷洞・倉坪洞・駅前洞・南山洞・新安洞・地境洞・東明洞・安和洞・新興洞・清渓洞・厚倉里をもって、羅津区域を設置。
  - 先鋒郡の一部(鉄柱里)が咸鏡北道恩徳郡に編入。
  - 咸鏡北道恩徳郡の一部(元汀里・下檜里・下汝坪里)が先鋒郡に編入。
- 1995年3月 - 清津市青岩区域の一部(武倉里)が羅津区域に編入。(1区域1郡)
- 2000年8月 - 羅津-先鋒市が羅先直轄市に昇格。(20洞12里)
  - 羅津区域・先鋒郡を廃止。
  - 先鋒邑が分割され、上峴洞・中峴洞・下峴洞・松坪洞が発足。
  - 豆満江労働者区が豆満江洞に昇格。
  - 雄尚労働者区が雄尚洞に昇格。
  - 安住洞の一部が分立し、解放洞が発足。
- 2001年5月 - 咸鏡北道羅先市に降格。(20洞12里)
- 2005年1月 - 羅先特級市に昇格。(20洞12里)
- 2006年9月頃 - 羅先直轄市になる。(20洞12里)
- 2010年1月 - 羅先特別市になる。(20洞12里)
- 2015年 - 羅津地区と先鋒地区を再設置。
- 2020年 - 羅津地区を羅津区域に、先鋒地区を先鋒区域に改称。

## 国際貿易拠点として

### 羅津・先鋒経済貿易地帯
1990年7月に中国長春市で開かれた国際会議での吉林省副秘書長・丁士晟の提案を受け、1991年10月24日、国連開発計画は、この地域（琿春・ポシェト・羅津）の開発に300億ドルを投資し、20年間にわたってこの河川の下流に「第二の香港、シンガポール、ロッテルダム」を建設するという豆満江（図們江）地域開発計画を発表し、この地域ににわかに注目が集まった。
1991年10月5日に金日成は生涯最後の外遊で中国を訪れた際に鄧小平から経済特区による改革開放を迫られ、1991年12月28日の政務院（内閣）決定により、621km2の「羅津・先鋒自由経済貿易地帯」（FETZ）が設定される。1993年3月には「羅津・先鋒自由経済貿易区開発計画」によって地域が拡張される。1998年には地帯の名称が「羅津・先鋒経済貿易地帯」となる。
計画は1993年～94年の北朝鮮核問題や96年の飢饉など不安定な政治要因により曲折を経てきた。始動直後の1991～92年ごろには、投資額が10～20億ドルになるとの見方もあったが、実際の海外からの投資総額は、2000年までの時点で3500万ドルにすぎない。この地区の舗装された道路は一車線で、中国と結ぶ橋は、日本統治時代のまま手つかずで残されていた。経済特区は20年近く休止状態におかれ、国内市場向けの中国製品を買いつけに北朝鮮の人々が集まるだけの巨大市場と化した。北朝鮮国民がこの地区を訪れるには特別な許可証が必要である。一時は裕福な中国人向けのカジノが運営されたが、横領した公金を役人が賭博につぎ込んだ事件が発覚して、中国側の要請により閉鎖された。2010年ごろになると、ロシア、中国の企業が港湾施設を使うようになった。ロシアは極東の主要港であるウラジオストクの負担軽減という点で、羅津港に大きな利用価値を認めている。中国にとっては、何千キロも南にある中国内の港へ遅い陸上交通機関で製品を運ばなければならなかった中朝国境地帯の企業にとっては、北朝鮮の港から製品を輸出できるなら、そのほうが安上がりである。
金日成は14回、金正日は11回にのぼる現地指導を行った。羅津港は波が静かで水深があり、冬でも凍結しない。羅先市の面積は890平方キロメートル、そのうち経済特区は470平方キロメートルである。2015年時点で、約150社の外国企業と約30社の合弁・合作企業がある。進出企業は、中国がもっとも多く、ロシア・米国・日本・香港・オーストラリア・イタリアなどの国もあった。日本からは7社が進出し、ホテル業・食堂とサービス業・建材業などに参加していた。羅先市内の道路標識には中国語も表記されている。羅津港と羅先市北端の元汀（ウォンジョン）までの約50キロメートルを結ぶ道路は中国が建設し、そこから中国の琿春へとつながっている。

### 中国・ロシアへの羅津港使用権付与
現在は中華人民共和国へ60年間に渡る租借権が付与されているとの情報もある。中華人民共和国が羅津港の使用権を北朝鮮より獲得している。中国は国際貿易港としての利用できるよう、物流ターミナル開発を進めていた。また2010年の報道では、北朝鮮はロシアにも50年の使用権を付与したとされる。
2010年12月、中国による羅津港の利用が開始された。吉林省延辺朝鮮族自治州琿春市で採掘した石炭を、羅津港から日本海を経由して上海への輸送が初めてのものとなった。以前は陸路を経て渤海沿岸に出てから黄海を経るルートしかなく、高い輸送コストがネックとなっていた。 
2011年、中国軍が進駐したとの報道が一部でなされた。
2012年8月、中国企業のコンソーシアムが羅津港の第1埠頭から第3埠頭まで全て開発して50年間租借して新たに第4・第5・第6埠頭の3基を建設するという羅先経済貿易地帯の事実上の接収を北朝鮮と合意し、中国商務部部長の陳徳銘と朝鮮労働党行政部長の張成沢がこの計画を担当した。
2013年12月12日、北朝鮮の金正恩政権は張成沢を死刑に処した。朝鮮中央通信によると、朝鮮民主主義人民共和国国家安全保衛部の特別軍事裁判では張の罪状の一つとして「羅先経済貿易地帯の土地を50年の期限で外国に売ってしまう売国行為」を挙げ、羅先特別市の租借は張の意向であり、なおかつ「売国」であるとの認識を示した。

## 交通

### 鉄道
- 平羅線（平壌 - 羅津）
  - 厚倉駅 - 明湖駅 - 羅津駅
- 咸北線（青岩 - 羅津）
  - 青鶴駅 - 四会駅 - 洪儀駅 - ムルゴル駅 - 九龍坪駅 - 雄尚駅 - 東先鋒駅 - 先鋒駅 - 寛谷駅 - 雄羅駅 - 羅津駅
- 洪儀線（洪儀 - 赤池）
  - 洪儀駅 - 赤池駅
- 豆満江線（ムルゴル - ロシア・北朝鮮国境）
  - ムルゴル駅 - 赤池駅 - 豆満江駅 - 朝鮮・ロシア友情橋（ - ハサン駅）
- 勝利線（先鋒 - 勝利）
  - 先鋒駅 - 勝利駅
- 羅津港線（羅津 - 羅津港）
  - 羅津駅 - 羅津港駅

## 主な名所等

### 羅津市

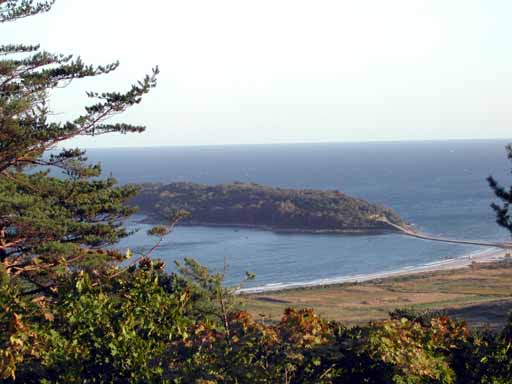
琵琶島

- 羅津港: 羅津半島と沖にある大草島、小草島が外海からの荒波を塞いでいて理想的な港を形成している。
- 大草島 : 羅津港沖に浮かぶ鳥。観光名所である。
- 琵琶島
- 琵琶海水浴場 : 羅津の東方13km、先鋒からは南東方へ6kmの地点にある海水浴場。澄みきった海水と自然そのままの秀麗な風致に恵まれている。
- 麝香山

### 先鋒郡
羅津から北東方14kmの地点にある。
- 先鋒港：原油を取り扱う港で、原油入荷埠頭と原油加工製品出荷埠頭とに分かれている。
- 先蜂革命事績館：先鋒の地に残されている金日成主席、金正日総書記、金正淑の革命事蹟を展示している。
- オットセイ保護区 : 葛隠端の南側突出部に沿って、海に点々と浮いている諸島がオットセイの保護区になっている。オットセイの群れを見ながら遊覧を楽しめる。
- 屈浦里西浦項遺跡：先鋒港から東北方へ約16kmの地点に位置する東北山麓にある。旧石器時代から新石器時代、青銅器時代に至る10万余年前までの歴史を示す文化層がある。
- 西藩浦：屈浦里から東北方へ約3kmの地点にある朝鮮最大の海跡湖。
- 牛岩：先鋒から北東方へ30kmの地点にある。金日成主席の現地指導事蹟碑があり、大規模な乳牛牧場がある。

## 主な宿泊施設

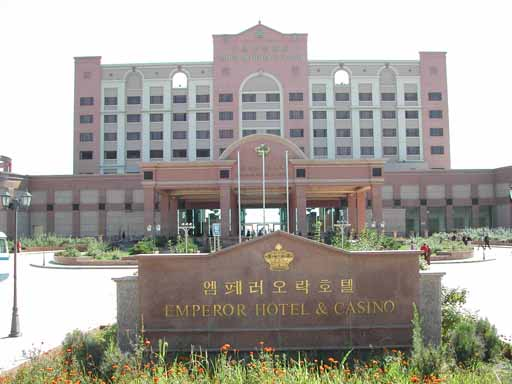
エンペラーホテル

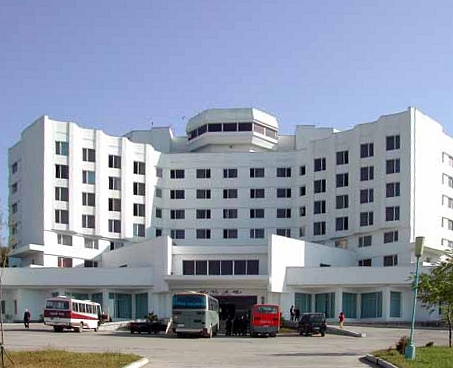
羅津ホテル

- エンペラーホテル - 香港資本で北朝鮮最高級のホテル。カジノを売りにしていたが、最大顧客である延辺自治州の幹部が2004年にカジノで公金を使い果たした事件を機に中国当局が中国人の羅先観光を禁止し、ホテル側のカジノ撤去後、2005年5月に観光再開されたが、観光客は激減した。現在、公式webサイトの以前のURLは接続できない。しかし、2007年ごろにカジノの営業が再開されている事が分かった[24]。
- 羅津ホテル（1級） - 羅津湾の東
- 東明山ホテル - 羅津中心部
- 東明山ホテル3号棟 - 羅津湾の東
- 南山旅館（3級） - 羅津中心部
- 琵琶ホテル（2級） - 龍水山東北麓
- 琵琶観光ホテル（3級） - 琵琶ホテルの近く
- 先鋒ホテル（3級） - 先鋒中心部

## 工場
- 羅先麺類加工工場
- 羅先製薬工場